# Konrad Krzyżanowski
Konrad Krzyżanowski (ur. 15 lutego 1872 w Krzemieńczuku, zm. 25 maja 1922 w Warszawie) – polski malarz, przedstawiciel wczesnego ekspresjonizmu, portrecista, rysownik i ilustrator; pedagog.

## Życiorys
Wychowywał się w Kijowie, gdzie rozpoczął studia malarstwa w Szkole Rysunkowej Nikołaja Muraszki. Następnie studiował w Cesarskiej Akademii Sztuk Pięknych w Petersburgu pod kierunkiem Kławdija Lebiediewa i Iwana Tworożnikowa, korzystając z mentorstwa I. Riepina i A. Kuindżego. W sprzeciwie wobec tamtejszego systemu nauczania wdał się w konflikt z rektorem, po czym został wydalony z uczelni. W 1897 wyjechał do Monachium studiować w prywatnej szkole malarstwa Simona Hollósy’ego, z którą udał się do węgierskiej Nagybánya będącej znanym wówczas miejscem malarskich plenerów i siedzibą kolonii artystów. W 1900 osiadł w Warszawie, gdzie wraz z Kazimierzem Stabrowskim założył prywatną szkołę malarską, którą prowadził przez cztery lata. W latach 1904–1909 wykładał w Szkole Sztuk Pięknych w Warszawie. Utrzymywał kontakt ze środowiskiem twórczym z kręgu czasopisma „Chimera”, przyjaźnił się z Zenonem Przesmyckim, z małżeństwem Ostrowskich, znał się ze Stanisławem Przybyszewskim. W podróżach artystycznych odwiedził Wołyń, Polesie, Kijów, przebywał też w Paryżu i Londynie.
W 1906 ożenił się ze swą studentką, początkującą malarką Michaliną Piotruszewską pochodzącą z rodziny ziemiańskiej z Wołynia, którą wielokrotnie portretował.
Po wybuchu I wojny światowej przebywał na Wołyniu oraz u krewnych na Polesiu. W latach 1917–1918 był profesorem malarstwa w Polskiej Szkole Sztuk Pięknych w Kijowie.
Po odzyskaniu przez Polskę niepodległości reaktywował działalność swej prywatnej szkoły artystycznej w Warszawie. Do grona jego uczniów należeli m.in. Tadeusz Pruszkowski, Edward Butrymowicz, Michał Boruciński, Ludwik Konarzewski, Janusz Podoski, Maria Dunin-Piotrowska (Duninówna), Konrad Srzednicki, Krystyna Wróblewska, Pia Górska.
Malował głównie portrety i pejzaże. Wykonywał także winiety i inicjały dla czasopisma „Chimera”. Wystawiał w Monachium, Wenecji, Amsterdamie, Rzymie, Petersburgu, Kijowie, był również uczestnikiem dorocznych wystaw organizowanych przez krakowskie Towarzystwo „Sztuka”.
Pochowany na Starych Powązkach w Warszawie (kwatera 234-5-5/6).

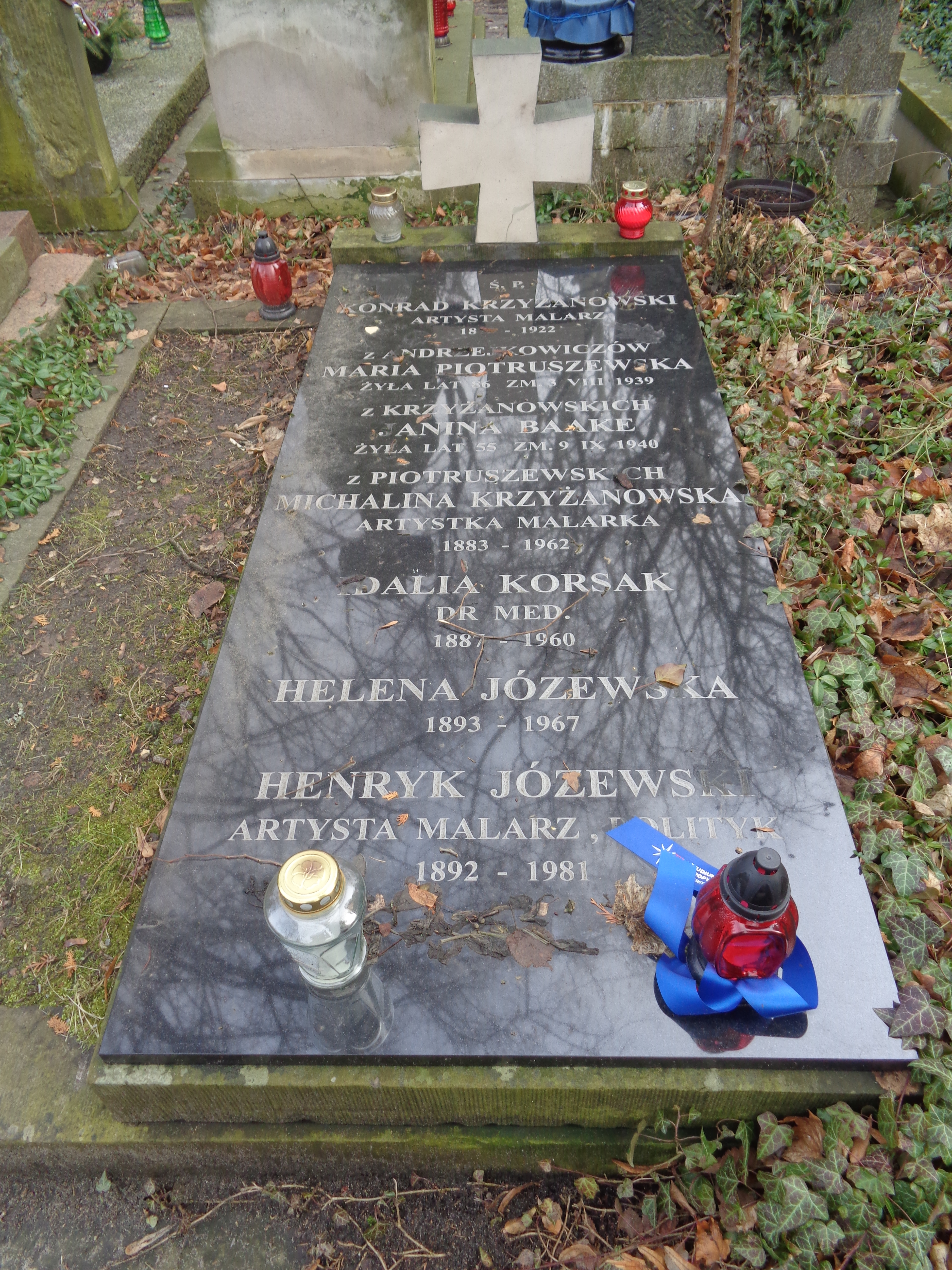
Grób Konrada Krzyżanowskiego na Starych Powązkach w Warszawie

## Twórczość
Będąc przede wszystkim portrecistą, Krzyżanowski malował liczne osoby ze swego otoczenia. Swe modele oświetlał nierzeczywistym światłem, stwarzając nastrój tajemniczości i swoiście dramatyczną wizję człowieka. Stopniowo odchodził jednak od demonicznego charakteru portretów, skupiając na problemach koloru. Całopostaciowe portrety często umieszczał w charakterystycznych wnętrzach, z towarzyszącym im sztafażem (Portret Emilii Wysockiej, 1913; Malarz J. Nawroczyński w studio, 1905; Żona i teściowa w pokoju muzycznym, 1913). Wielokrotnie powtarzającym się w nich motywem był fortepian (Przy fortepianie, 1904; Fortepian, 1905; Dziewczynka przy fortepianie, 1907). W portretowaniu operował raczej ciemną paletą barw z wykorzystaniem głównie różnych odcieni szarości i mocnej, nasyconej czerni z dodatkiem przyciemnionego różu, z rozjaśnieniami przy użyciu plam przytłumionej bieli i żółci.
Uprawiał również malarstwo krajobrazowe traktowane nie jako odzwierciedlenie natury, lecz jako płaszczyzna swobodnej interpretacji. Już we wczesnych latach (1904–1908) tworzył w plenerze nieduże szkice o intensywnej kolorystyce, malowane z wielką techniczną swobodą i oddające pejzaż w sposób syntetyczny (np. różne wersje obrazu Chmury w Finlandii, 1908). Wzorem polskich symbolistów artysta z upodobaniem zestawiał w nich rozległą przestrzeń nieba z wąskim skrawkiem ziemi lub morza. Prace te przedstawiają ponadto scenerię i typy ludowe charakterystyczne dla Kresów (Polesia, Wołynia, Wileńszczyzny) i dla Beskidu (Istebna).

## Galeria

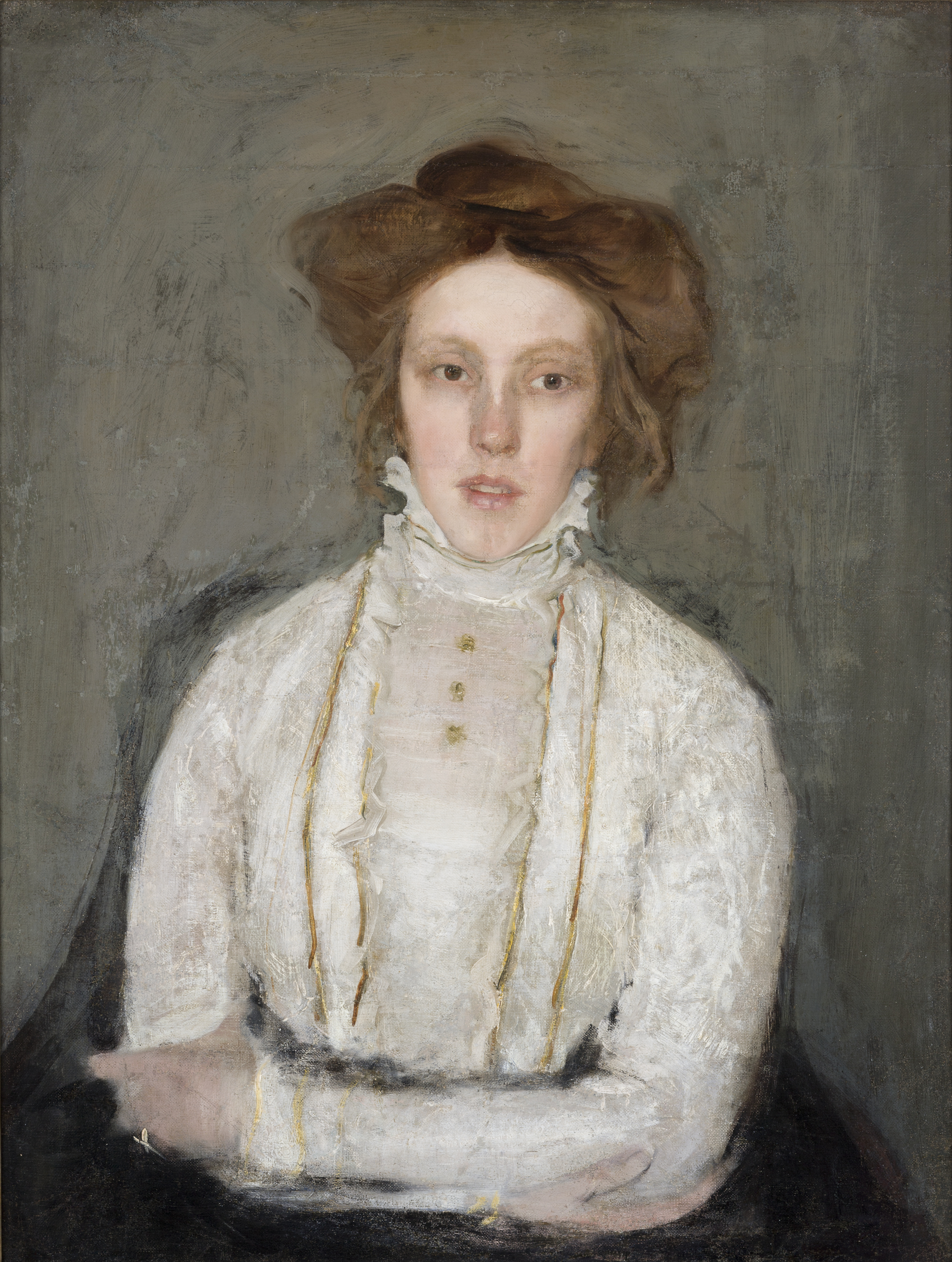
Portret Jadwigi Gaszczyńskiej (1907)
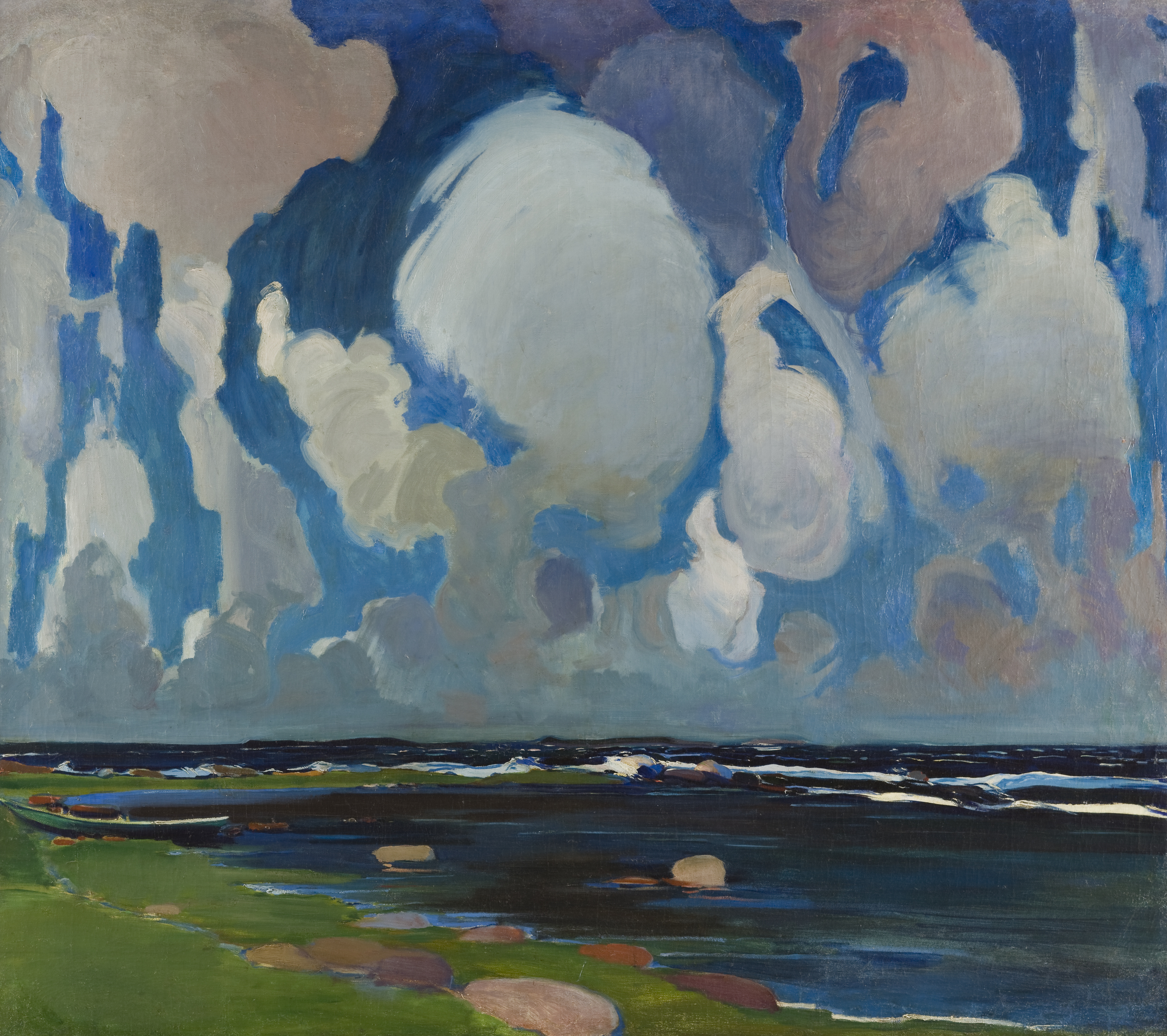
Chmury w Finlandii (1908)
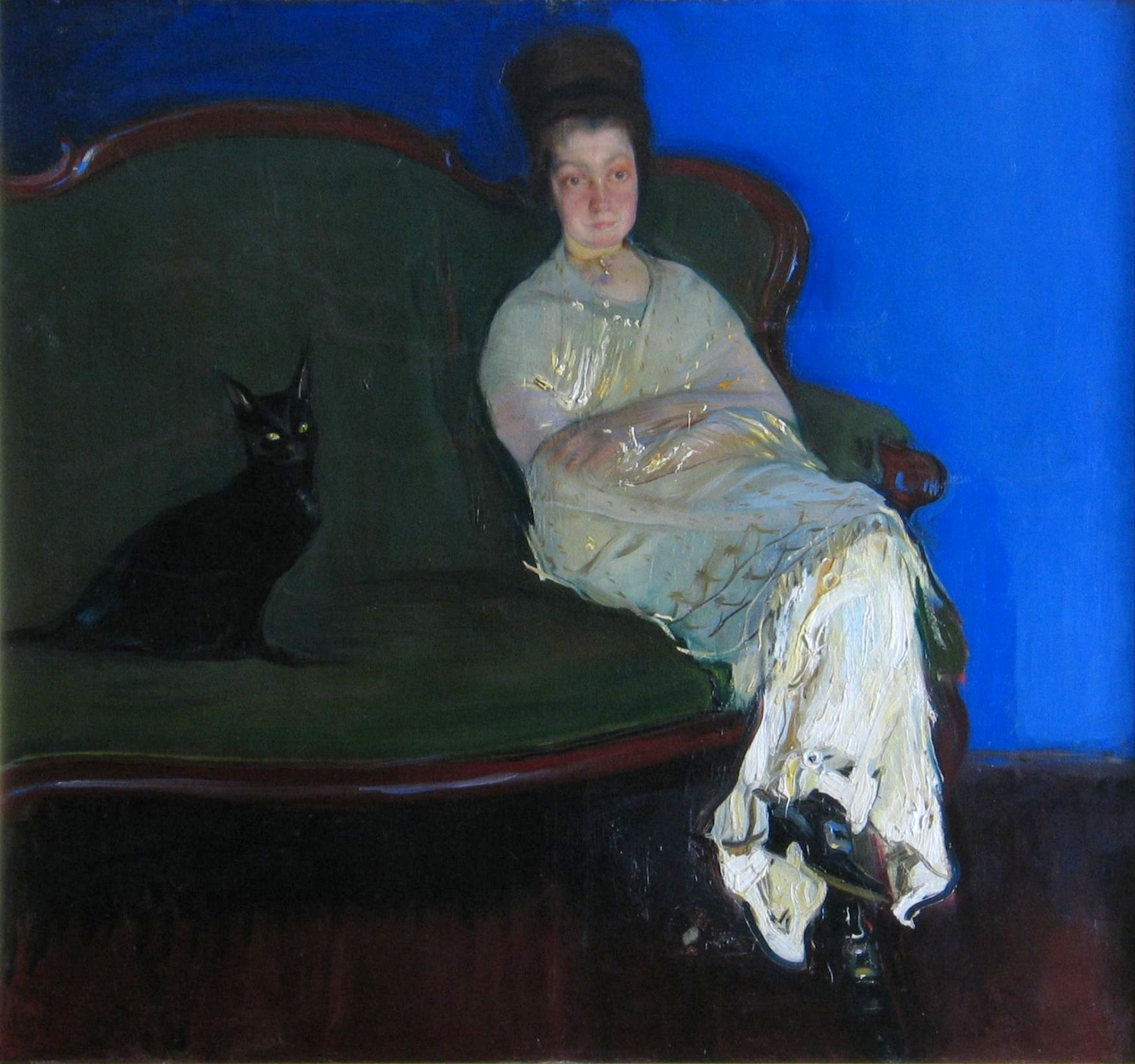
Portret żony artysty z kotem (1912)
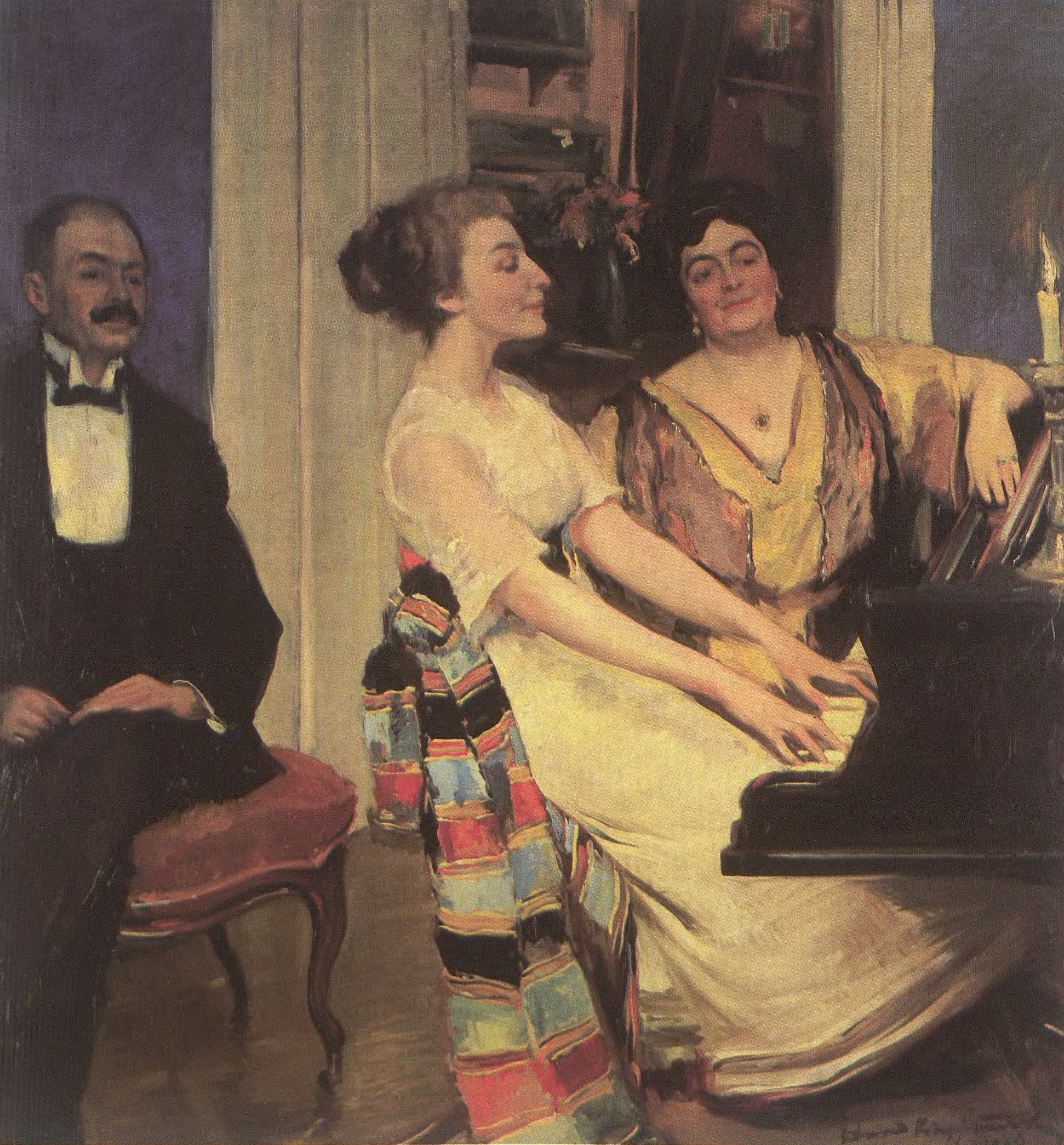
Przy fortepianie (1913)
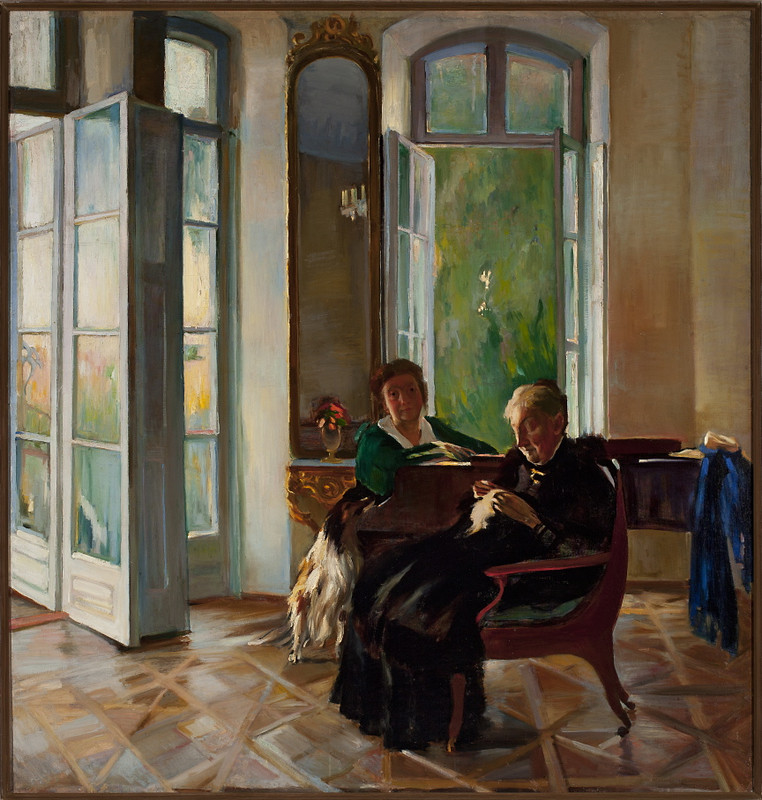
Peremyl z utraconej w 1945 r. kolekcji Jerzego Gerlicza